# Leszek Paweł Słupecki
Leszek Paweł Słupecki (ur. 1956) – polski historyk, specjalizujący się w historii i archeologii średniowiecza, historii religii pogańskich oraz skandynawistyce; nauczyciel akademicki związany z uczelniami w Siedlcach i Rzeszowie.

## Życiorys
Urodził się w 1956 roku. Po ukończeniu kolejno szkoły podstawowej i średniej podjął studia z zakresu historii, które ukończył magisterium. W 1990 roku w Instytucie Historii Kultury Materialnej Polskiej Akademii Nauk uzyskał stopień naukowy doktora nauk humanistycznych w zakresie historii o specjalności archiwistyka na podstawie pracy pt. Organizacja przestrzeni sakralnej u Słowian zachodnich w okresie wczesnego średniowiecza przed przyjęciem chrześcijaństwa, której promotorem był prof. Stanisław Tabaczyński. W 1999 roku w tej samej placówce naukowo-badawczej otrzymał stopień naukowy doktora habilitowanego nauk humanistycznych w zakresie historii o specjalności historia średniowiecza na podstawie rozprawy nt. Wyrocznie i wróżby pogańskich Skandynawów. Studium do dziejów idei przeznaczenia u ludów indoeuropejskich. 
Zawodowo związany był początkowo z Instytutem Archeologii i Etnologii PAN, na którym uzyskał wszystkie stopnie naukowe, a następnie Instytutem Historii na Wydziale Humanistycznym Akademii Podlaskiej, przekształconej w Uniwersytet Przyrodniczo-Humanistyczny w Siedlcach. Obecnie jest profesorem zwyczajnym i kierownikiem Zakładu Historii Średniowiecznej i Nordystyki na Uniwersytecie Rzeszowskim. W 2005 roku prezydent Polski Aleksander Kwaśniewski nadał mu tytuł profesora nauk humanistycznych.
Wszedł w skład komitetu wspierającego kandydaturę Karola Nawrockiego na prezydenta RP w wyborach w 2025.

## Publikacje
- Wilkołactwo, Warszawa 1987[8].
- Wojownicy i wilkołaki, Warszawa 1994.
- Slavonic pagan sanctuaries, Warsaw 1994.
- Wyrocznie i wróżby pogańskich Skandynawów: studium do dziejów idei przeznaczenia u ludów indoeuropejskich, Warszawa 1998.
- Mitologia skandynawska w epoce wikingów, Kraków 2003, 2006.

Posłowie:
- A. Gieysztor, Mitologia Słowian, wstęp K. Modzelewski, posł. L.P. Słupecki, Warszawa 2006.

Redakcje:
- Bogowie i ich ludy : religie pogańskie a procesy tworzenia się tożsamości kulturowej, etnicznej, plemiennej i narodowej w średniowieczu: II Kongres Mediewistów Polskich, Lublin, 19-21 września 2005 roku, red. L. P. Słupecki, Wrocław 2008.
- Between Paganism and Christianity in the North, red. L. P. Słupecki, J. Morawiec, Rzeszów 2009.